# Comitê Olímpico Nacional
Os Comitês Olímpicos Nacionais (CON) são as instituições máximas em nível nacional do Movimento Olímpico no mundo. Sujeitos aos controles do Comitê Olímpico Internacional, os CONs são responsáveis por organizar a participação de seu povo nos Jogos Olímpicos. Eles podem nomear cidades dentro de suas respectivas áreas como candidatas para futuros Jogos Olímpicos. Os CONs também promovem o desenvolvimento de atletas e o treinamento de técnicos e árbitros em nível nacional dentro de suas geografias.

## Membros dos CON
Atualmente, há 206 CONs. Isso incluem em 193 membros da Organização das Nações Unidas, um estado observador da ONU (Palestina), um estado não membro da ONU em associação livre com a Nova Zelândia (Ilhas Cook) e dois estados com reconhecimento limitado (Kosovo e Taiwan).
Há também nove territórios dependentes com CONs reconhecidos: quatro territórios dos Estados Unidos (Samoa Americana, Guam, Porto Rico e o Ilhas Virgens dos Estados Unidos), três territórios britânicos ultramarinos (Bermudas, o Ilhas Virgens Britânicas e o Ilhas Cayman), um país constituinte do Reino dos Países Baixos (Aruba) e uma região administrativa especial da China (Hong Kong).
Antes de 1996, as regras para reconhecer territórios dependentes ou países constituintes como países separados dentro do COI não eram tão rígidas quanto aquelas dentro das Nações Unidas, o que permitia que esses territórios tivessem equipes de campo separadas de seus Estado soberano. Após uma emenda à Carta Olímpica em 1996, o reconhecimento dos CONs só pode ser concedido após o reconhecimento como país independente pela comunidade internacional. Uma vez que a a regra não se aplica retroativamente, os territórios dependentes e os países constituintes que foram reconhecidos antes da alteração da regra podem continuar enviando equipes separadas para as Olimpíadas, enquanto as Ilhas Faroé e Macau enviará suas próprias equipes dos Paraolímpicos.
Os únicos estados que se qualificam para participar no futuro são a Cidade do Vaticano, um estado observador da ONU, e Niue, um estado não membro da ONU em associação livre com a Nova Zelândia. Atualmente, todos os outros estados restantes são inelegíveis para ingressar no COI, pois não são reconhecidos pela maioria dos países membros das Nações Unidas. Os países constituintes e territórios dependentes, como Curaçau, as Ilhas Faroé, Gibraltar, Macau e Nova Caledônia também não podem mais ser reconhecidos, portanto, os atletas destes territórios só podem participar das Olimpíadas como parte da equipe nacional de sua nação-mãe. Esta regra também se aplica a territórios passando por uma mudança de status – o Comitê Olímpico das Antilhas Holandesas foi dissolvido na 123ª sessão do COI em julho de 2011, uma vez que a Antilhas Holandesas deixou de existir em 2010.
Para os países e territórios que fazem parte da Comunidade das Nações, seus Comitês Olímpicos Nacionais também atuam como membros da Associação dos Jogos da Commonwealth. Eles são responsáveis por organizar e supervisionar suas equipes nacionais nos Jogos da Commonwealth.

### Lista de CONs
Esta seção lista o atual:
- 206 Comitês Olímpicos Nacionais que são reconhecidos pelo Comitê Olímpico Internacional, assim como os membros da Associação de Comitês Olímpicos Nacionais.
- 8 Comitês Olímpicos Nacionais que são reconhecidos por suas associações olímpicas continentais, mas não são reconhecidos pelo Comitê Olímpico Internacional (itálico).

Os membros da ANOC são elegíveis para entrar nos Jogos Olímpicos. Alguns Comitês Olímpicos Nacionais que são membros de uma associação olímpica continental, mas não membros da ANOC, competem em torneios de nível continental e sub-regional. Esses comitês, entretanto, não têm permissão para participar dos Jogos Olímpicos.
As cinco associações olímpicas continentais são:
- África – Association of National Olympic Committees of Africa (ANOCA)
- América – Pan American Sports Organization (PASO)
- Ásia – Olympic Council of Asia (OCA)
- Europa – European Olympic Committees (EOC)
- Oceania – Oceania National Olympic Committees (ONOC)

O COI organiza os Jogos Olímpicos de Verão e os Jogos Olímpicos de Inverno como competições nas quais todos os CONs reconhecidos pelo COI podem participar. Cada continente também organiza seus próprios campeonatos para seus membros:
- ANOCA – Jogos Pan-Africanos
- PASO – Jogos Pan-Americanos e Jogos Pan-Americanos de Inverno
- OCA – Jogos Asiáticos e Jogos Asiáticos de Inverno
- EOC – Jogos Europeus
- ONOC – Jogos do Pacífico

Embora não seja uma união continental em si, a Union of Arab National Olympic Committees (UANOC) organiza eventos multi-esportivos entre países de língua árabe. Todos os 22 Comitês Olímpicos Nacionais que formam a UANOC também são membros da ANOCA ou da OCA e podem enviar seus atletas para os Jogos Pan-Africanos ou Asiáticos. Os Comitês Olímpicos Nacionais dos países membros da UANOC estão indicados na lista abaixo.

#### África (ANOCA)
| - África do Sul - Argélia1 - Angola - Benim - Botsuana - Burquina Fasso - Burundi - Camarões - Cabo Verde - Chade - Comores1 - Congo | - Costa do Marfim - Djibuti1 - Egito1 - Eritreia - Essuatíni - Etiópia - Gabão - Gâmbia - Gana - Guiné - Guiné-Bissau - Guiné Equatorial | - Lesoto - Libéria - Líbia1 - Madagáscar - Maláui - Mali - Marrocos1 - Mauritânia1 - Maurício - Moçambique - Namíbia - Níger | - Nigéria - Quênia - RD do Congo - R Centro-Africano - Ruanda - São Tomé e Príncipe - Senegal - Seicheles - Serra Leoa - Somália1 - Sudão do Sul | - Sudão1 - Tanzânia - Togo - Tunísia1 - Uganda - Zâmbia - Zimbábue |

1: O Comitê Olímpico Nacional é membro da UANOC.

#### América (PASO)
| - Antígua e Barbuda - Argentina - Aruba - Bahamas - Barbados - Belize - Bermudas - Bolívia - Brasil - Canadá - Ilhas Caimã | - Ilhas Virgens Americanas - Ilhas Virgens Britânicas - Chile - Colômbia - Costa Rica - Cuba - Dominica - República Dominicana - El Salvador - Equador - Estados Unidos | - Granada - Guatemala - Guiana - Haiti - Honduras - Jamaica - México - Nicarágua - Panamá - Paraguai - Peru | - Porto Rico - São Cristóvão e Néves - São Vicente e Grenadinas - Santa Lúcia - Suriname - Trindade e Tobago - Uruguai - Venezuela |

#### Ásia (OCA)
| - Afeganistão - Arábia Saudita1 - Bangladexe - Barém1 - Butão - Brunei - Camboja - Catar1 - Cazaquistão - China - Coreia do Norte - Coreia do Sul | - Cuaite1 - Emirados Árabes Unidos1 - Filipinas - Hong Kong, China - Iêmen1 - Índia - Indonesia - Irã - Iraque1 - Japão - Jordânia1 | - Laos - Líbano1 - Macau, China2 - Malásia - Maldivas - Mongólia - Mianmar - Nepal - Quirguistão - Omã1 - Paquistão - Palestina1 | - Seri Lanca - Singapura - Síria1 - Taipé Chinesa3 - Tajiquistão - Tailândia - Timor-Leste - Turcomenistão - Uzbequistão - Vietnã |

1: Comitê Olímpico Nacional é membro da UANOC.

2: Comitê Olímpico Nacional é membro da OCA, mas não é membro da ANOC.

3: Nome oficial usado pelo IOC, ANOC e OCA para o  República da China (Taiwan).

#### Europa (EOC)
| - Albânia - Alemanha - Andorra - Armênia - Áustria - Azerbaijão - Bélgica - Bielorrússia - Bósnia e Herzegovina - Bulgária - Chéquia - Chipre - Cossovo | - Croácia - Dinamarca - Eslováquia - Eslovênia - Espanha - Estônia - Finlândia - França - Geórgia - Grã-Bretânia - Grécia - Hungria - Irlanda | - Islândia - Israel1 - Itália - Letônia - Liechtenstein - Lituânia - Luxemburgo - Macedônia do Norte - Malta - Moldávia - Mônaco - Montenegro - Noruega | - Países Baixos - Polônia - Portugal - Romênia - Rússia - San Marino - Sérvia - Suécia - Suíça - Turquia - Ucrânia |

1: Israel era membro da OCA, mas deixou a organização em 1981. Juntou-se à EOC em 1994.

#### Oceania (ONOC)
| - Austrália - Fiji - Guam - Ilhas Cook - Ilhas Marianas do Norte1 - Ilhas Marshall | - Ilhas Norfolque1 - Ilhas Salomão - Micronésia FS - Nauru - Nova Caledênia1 - Nova Zelândia | - Niue1 - Palau - Papua-Nova Guiné - Quiribáti - Samoa - Samoa Americana | - Polinésia Francesa (Taiti)1 - Toquelau1 - Tonga - Tuvalu - Vanuatu - Wallis e Futuna1 |

1: O Comitê Olímpico Nacional é membro associado da ONOC, mas não é membro da ANOC.

### Lista de CONs por data de reconhecimento
Abaixo está uma lista cronológica dos 206 CONs reconhecidos pelo Comitê Olímpico Internacional, desde sua fundação em 1894. Muitos desses comitês foram fundados muitos anos antes de seu reconhecimento oficial, enquanto outros foram aceitos imediatamente após sua fundação.
Apenas os estados existentes são listados. Além disso, os estados que mudaram de nome em algum momento são listados com seus nomes atuais. Os antigos estados (por exemplo, a União Soviética, a Checoslováquia e as Antilhas Holandesas etc.) não estão listados, apenas os estados atuais derivados deles: por exemplo, o Comitê Olímpico Tcheco representando a Boêmia foi criado e reconhecido em 1899. Ele foi posteriormente transformado no Comitê Olímpico da Tchecoslováquia e após a dissolução da Tchecoslováquia, foi reconhecido novamente em 1993.
| Data de reconhecimento | CONs |
| ---------------------- | --- |
| 1894                   | França Estados Unidos |
| 1895                   | Alemanha Austrália Grécia Hungria |
| 1900                   | Noruega |
| 1905                   | Dinamarca Grã-Bretânia |
| 1906                   | Bélgica |
| 1907                   | Canadá Finlândia |
| 1909                   | Portugal |
| 1910                   | Egito |
| 1911                   | Turquia |
| 1912                   | Áustria Espanha Japão Luxemburgo Países Baixos Sérvia Suíça |
| 1913                   | Suécia |
| 1914                   | Romênia |
| 1915                   | Itália |
| 1919                   | Nova Zelândia Polónia |
| 1922                   | Irlanda |
| 1923                   | Argentina Letônia México Uruguai |
| 1924                   | Bulgária Estônia Haiti Lituânia |
| 1927                   | Índia |
| 1929                   | Filipinas |
| 1934                   | Chile |
| 1935                   | Brasil Islândia Liechtenstein Venezuela |
| 1936                   | Afeganistão Bermudas Bolívia Costa Rica Jamaica Malta Peru |
| 1937                   | Sri Lanka |
| 1947                   | Coreia do Sul Guatemala Irã Myanmar Panamá |
| 1948                   | Colômbia Guiana Iraque Líbano Paquistão Porto Rico Singapura Síria Trinidad e Tobago |
| 1950                   | Tailândia |
| 1951                   | Hong Kong Nigéria |
| 1952                   | Bahamas Gana Indonésia Israel |
| 1953                   | Mônaco |
| 1954                   | Cuba Etiópia Malásia República Dominicana |
| 1955                   | Barbados Fiji Quênia Libéria |
| 1956                   | Honduras Uganda |
| 1957                   | Coreia do Norte Tunísia |
| 1959                   | Albânia Equador Marrocos Nicarágua San Marino Sudão Suriname |
| 1960                   | Taipé Chinês |
| 1962                   | Benim El Salvador Mongólia |
| 1963                   | Camarões Costa do Marfim Jordânia Líbia Mali Nepal Senegal |
| 1964                   | Argélia Chade Madagáscar Níger Congo Serra Leoa Zâmbia |
| 1965                   | Arábia Saudita Guiné República Centro-Africana Togo |
| 1966                   | Kuwait |
| 1967                   | Belize Ilhas Virgens Americanas |
| 1968                   | Gabão Malawi República Democrática do Congo Tanzânia |
| 1970                   | Paraguai |
| 1972                   | Burkina Faso Lesoto Maurício Somália Suazilândia |
| 1974                   | Papua-Nova Guiné |
| 1975                   | Andorra |
| 1976                   | Antígua e Barbuda Gâmbia Ilhas Cayman |
| 1978                   | Chipre |
| 1979                   | Bahrein China Laos Mauritânia Moçambique Seychelles Vietnã |
| 1980                   | Angola Bangladesh Botswana Emirados Árabes Unidos Catar Zimbábue |
| 1981                   | Iémen |
| 1982                   | Ilhas Virgens Britânicas Omã |
| 1983                   | Butão Ilhas Salomão Samoa |
| 1984                   | Brunei Djibuti Guiné Equatorial Granada Ruanda Tonga |
| 1985                   | Maldivas |
| 1986                   | Aruba Ilhas Cook Guam |
| 1987                   | Samoa Americana São Vicente e Granadinas Vanuatu |
| 1991                   | África do Sul Estônia Letônia Lituânia Namíbia |
| 1993                   | Armênia Azerbaijão Belarus Bósnia e Herzegovina Burundi Cabo Verde Comores Croácia Dominica Eslováquia Eslovênia Geórgia Cazaquistão Quirguistão Moldávia Macedônia do Norte República Tcheca Rússia São Cristóvão e Névis São Tomé e Príncipe Santa Lúcia Tajiquistão Turcomenistão Ucrânia Uzbequistão |
| 1994                   | Nauru |
| 1995                   | Camboja Guiné-Bissau Palestina |
| 1997                   | Estados Federados da Micronésia |
| 1999                   | Eritreia Palau |
| 2003                   | Kiribati Timor-Leste |
| 2006                   | Ilhas Marshall |
| 2007                   | Montenegro Tuvalu |
| 2014                   | Kosovo |
| 2015                   | Sudão do Sul |

## Divisões
Os CONs são membros da Associação de Comitês Olímpicos Nacionais (ANOC), que, por sua vez, é formada por cinco associações:
| Associação                                          | CONs | CON mais antigo                    | CON mais novo                                                   |
| --------------------------------------------------- | ---- | ---------------------------------- | --------------------------------------------------------------- |
| Associação de Comitês Olímpicos Nacionais da África | 54   | Egito (1910)                       | Sudão do Sul (2015)                                             |
| Organização Desportiva Pan-Americana                | 41   | Estados Unidos (1894)              | Dominica (1993) São Cristóvão e Névis (1993) Santa Lúcia (1993) |
| Conselho Olímpico da Ásia                           | 44   | Japão (1912)                       | Timor-Leste (2003)                                              |
| Comitês Olímpicos Europeus                          | 50   | França (1894)                      | Kosovo (2014)                                                   |
| Comitês Olímpicos Nacionais da Oceania              | 17   | Austrália (1895)                   | Tuvalu (2007)                                                   |
|                                                     |      | África América Ásia Europa Oceania |                                                                 |

Consulte o artigo de cada associação continental para obter as listas completas de todos os CONs.

## CONs sem reconhecimento
O Comitê Olímpico e Desportivo de Macau foi fundado em 1987 e tenta inscrever-se no COI desde a sua fundação, mas ainda não é oficialmente reconhecido, pelo que nenhum atleta participou nos Jogos Olímpicos com o nome "Macau, China". É reconhecido pelo comitê olímpico regional. Participou dos Jogos Asiáticos, Jogos Paraolímpicos e Jogos da Lusofonia.
Tal como Macau, as Ilhas Faroé têm um Comité Paraolímpico Nacional reconhecido. No entanto, não pode participar das Olimpíadas regionais.
Outros NOCs ainda não reconhecidos pelo COI incluem Catalunha, Gibraltar, Polinésia Francesa, Niue, Nova Caledônia, Curaçao, Guadalupe, Guiana Francesa, Martinica, Sint Maarten, Ilhas Marianas do Norte, Anguila, Montserrat, Transnístria, Ilhas Turks e Caicos, Somalilândia, Curdistão, Chipre do Norte, Abecásia, e Nativos Americanos.
Ossétia do Sul pretende estabelecer um Comitê Olímpico Nacional, e representantes da República de Artsaque participam do Comitê Olímpico Nacional da Armênia.